# Kuby-Młyny
Kuby-Młyny is een plaats in het Poolse district  Kielecki, woiwodschap Święty Krzyż. De plaats maakt deel uit van de gemeente Morawica en telt 130 inwoners.